# Ricagambeda
Ricagambeda era uma deusa céltica cultuada na Britânia romana. Ela está atestada em uma única inscrição, RIB 2107, em uma pedra de altar encontrada em Birrens no que agora é Dumfries e Galloway, Escócia. De acordo com a inscrição, o altar foi erguido por homens da Vella servindo com a Segunda Coorte de Tungrianos na realização de um voto para a deusa. Xavier Delamarre sugeriu que seu nome possa estar relaciondo à palavra gaulesa *ricā, significando ‘sillon’ (‘ruga’).